# GoJet Airlines
GoJet Airlines est une compagnie aérienne régionale américaine basée à Bridgeton (Missouri). Propriété de Trans States Holdings, elle exploite des vols pour Delta Connection ainsi que United Express.

## Histoire

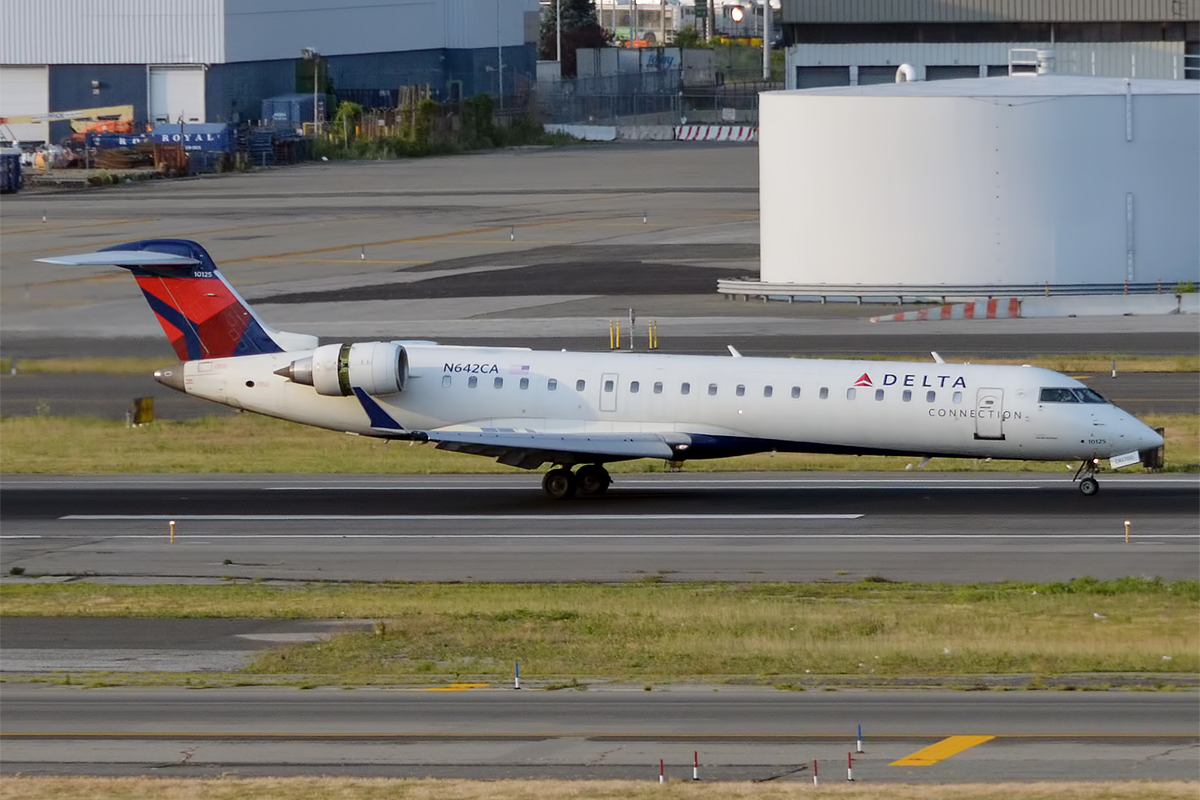
Canadair CRJ-700 de GoJet Airlines aux couleurs de Delta Connection

## Flotte
Au mois de décembre 2020, GoJet Airlines exploite les appareils suivants:
| Appareils         | En service | Commandes | Passagers | Passagers | Passagers | Passagers | Notes                      |
| Appareils         | En service | Commandes | F         | EC        | Y         | Total     | Notes                      |
| ----------------- | ---------- | --------- | --------- | --------- | --------- | --------- | -------------------------- |
| Bombardier CRJ700 | 36         | 2         | 6         | 16        | 48        | 70        | Opérés pour United Express |
| Total             | 36         | 2         |           |           |           |           |                            |